# Campeonato Mundial de Piragüismo de Estilo Libre
El Campeonato Mundial de Piragüismo de Estilo Libre es la máxima competición de piragüismo de estilo libre. Es organizado desde 2007 por la Federación Internacional de Piragüismo, se realizan cada dos años.

## Ediciones
| N.º  | Año  | Sede          | País           |
| ---- | ---- | ------------- | -------------- |
| I    | 2007 | Ottawa        | Canadá         |
| II   | 2009 | Thun          | Suiza          |
| III  | 2011 | Plattling     | Alemania       |
| IV   | 2013 | Río Nantahala | Estados Unidos |
| V    | 2015 | Río Ottawa    | Canadá         |
| VI   | 2017 | San Juan      | Argentina      |
| VII  | 2019 | Sort          | España         |
| VIII | 2022 | Nottingham    | Reino Unido    |

## Medallero histórico
- Actualizado hasta Nottingham 2022.[1]

| Núm. | País            | Oro | Plata | Bronce | Total |
| ---- | --------------- | --- | ----- | ------ | ----- |
| 1    | Estados Unidos  | 12  | 7     | 5      | 24    |
| 2    | Reino Unido     | 6   | 1     | 3      | 10    |
| 3    | Canadá          | 2   | 1     | 4      | 7     |
| 4    | Francia         | 1   | 4     | 4      | 9     |
| 5    | Japón           | 1   | 3     | 1      | 5     |
| 6    | España          | 1   | 1     | 1      | 3     |
| 7    | Eslovaquia      | 0   | 3     | 0      | 3     |
| 8    | Polonia         | 0   | 1     | 2      | 3     |
| 9    | Alemania        | 0   | 1     | 1      | 2     |
| 9    | Australia       | 0   | 1     | 1      | 2     |
| 11   | República Checa | 0   | 0     | 1      | 1     |
|      | TOTAL           | 23  | 23    | 23     | 69    |